# John Portman

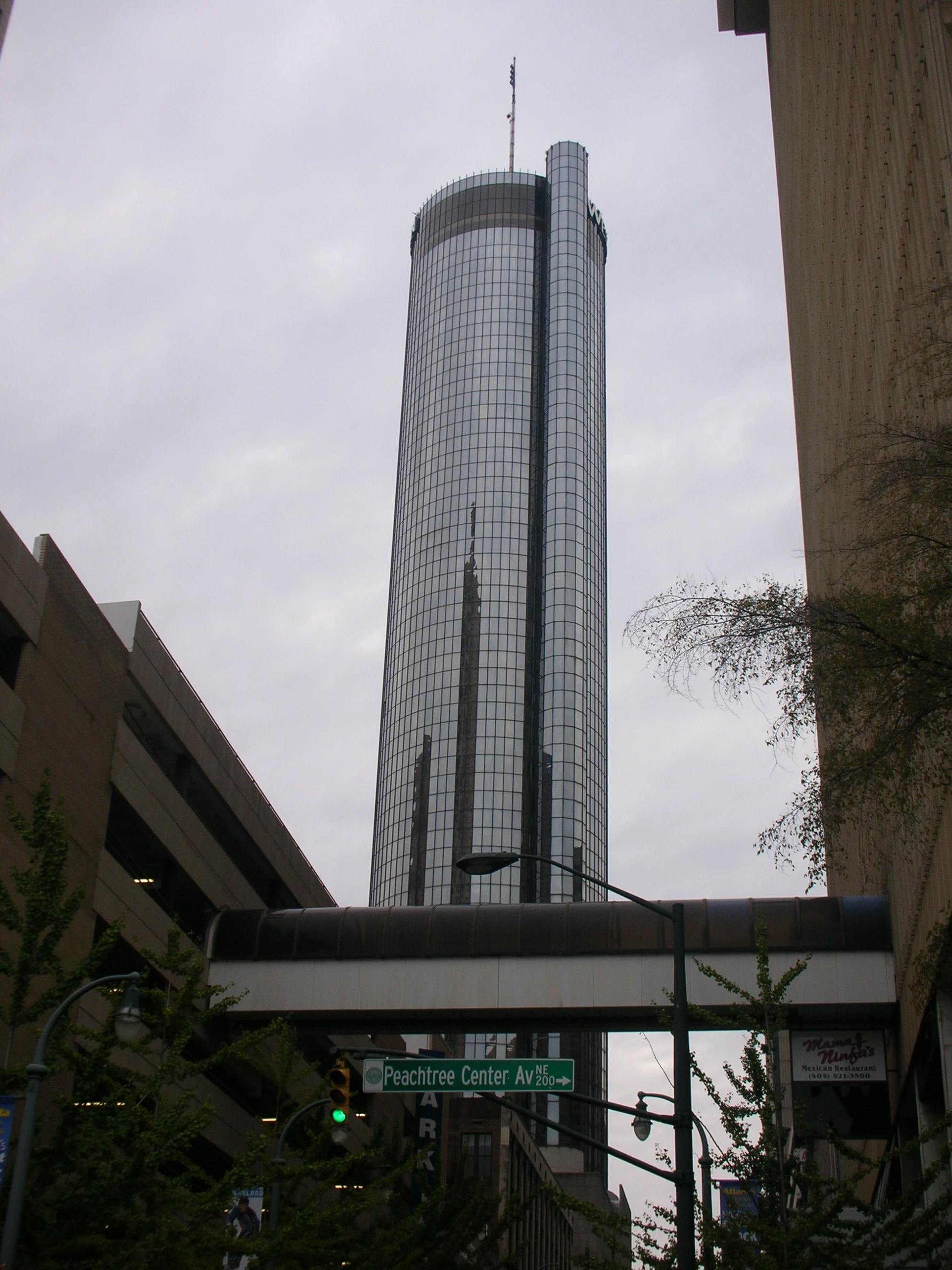
Westin Peachtree Plaza

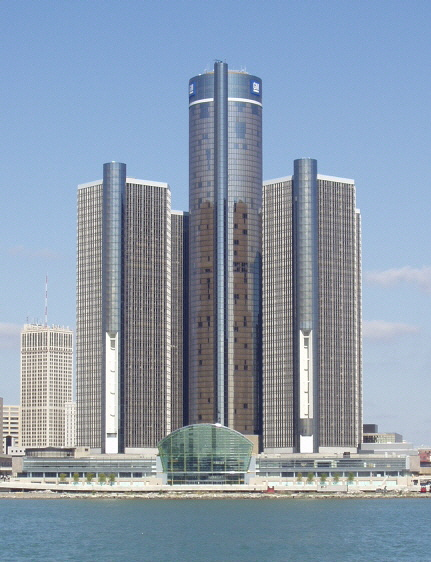
Das Renaissance Center in Detroit

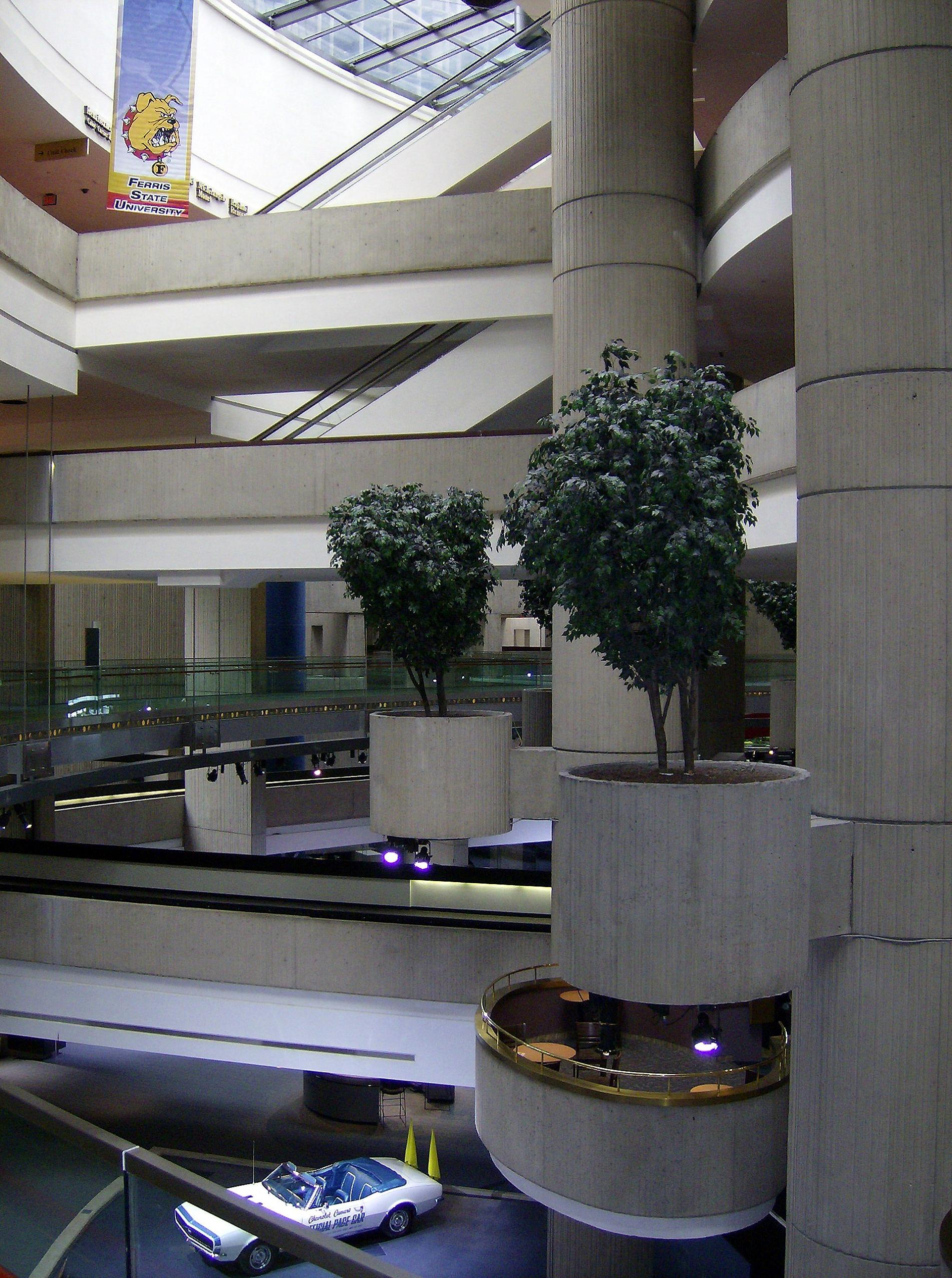
Blick ins Atrium des Renaissance Center

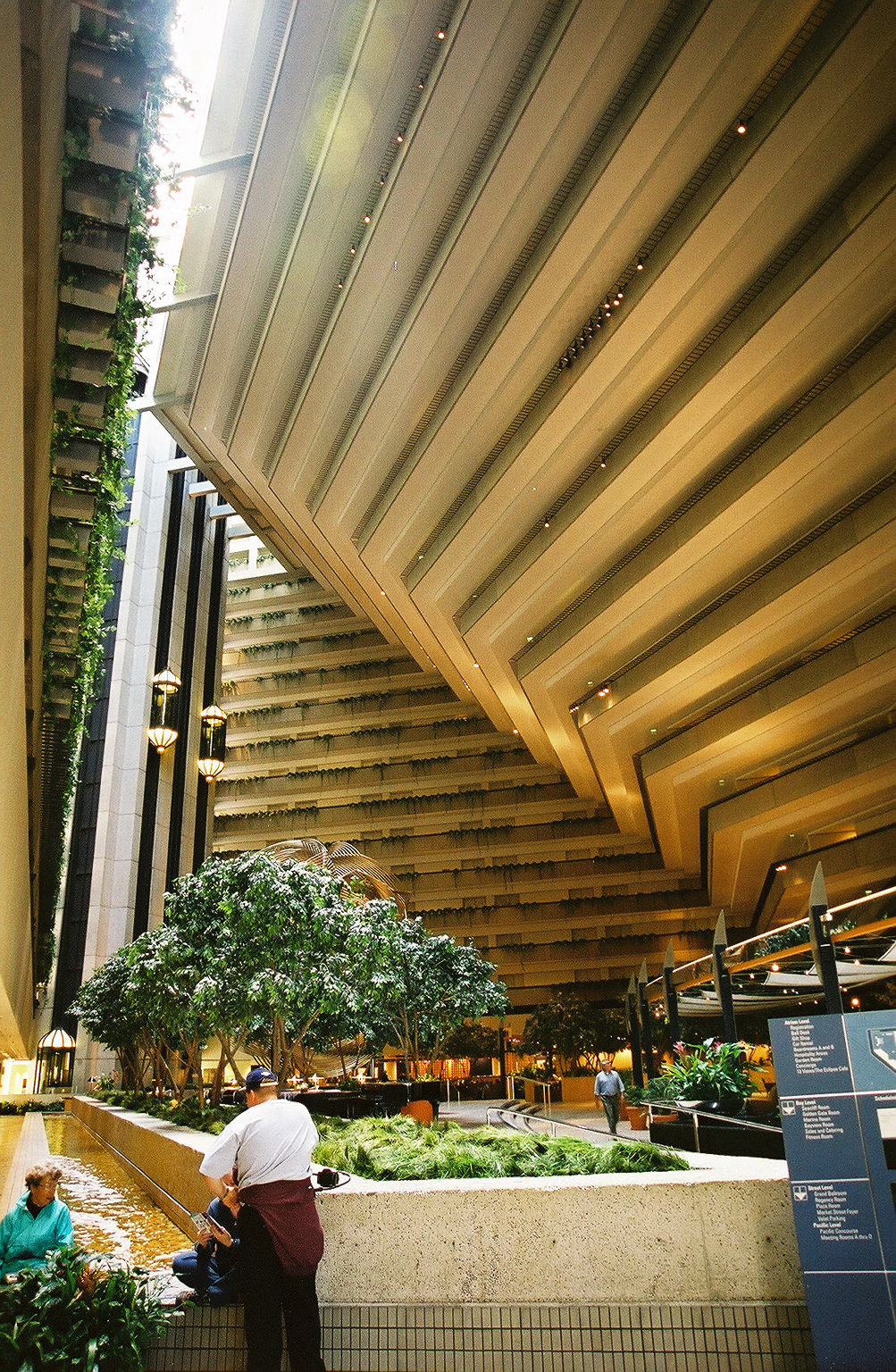
Das Atrium des Embarcadero Hyatt

John C. Portman, Jr. (* 4. Dezember 1924 in Walhalla, Oconee County, US-Bundesstaat South Carolina; † 29. Dezember 2017) war ein US-amerikanischer Architekt und Immobilienentwickler. Er wurde vor allem bekannt durch den von ihm erfundenen Bautypus des mehrstöckigen Atriumhotels.

## Leben
Portman schloss 1950 eine Ausbildung am Georgia Institute of Technology ab. 1953 gründete er in Atlanta das Architekturbüro John Portman & Associates.
Das Westin Bonaventure Hotel in Los Angeles und das Renaissance Center in Detroit sind zwei der frühen Bauten, bei denen Portman die Atriumbauweise anwandte; diese Hotels machten ihn weithin bekannt. Das zur Hotelkette Marriott gehörende Renaissance Center war zur Zeit seiner Eröffnung 1977 der welthöchste Hotelbau, sein Mittelturm ist seit 1986 zumindest immer noch eines der höchsten Hotelgebäude der westlichen Welt. Es war außerdem das bisher teuerste Mariott-Hotel.
Portman war Fellow des American Institute of Architects (AIA).

## Bauten (Auswahl)
- AmericasMart, Gebäude 1–3, Atlanta, US-Bundesstaat Georgia
- Hyatt Regency, Atlanta
- Hyatt Regency, San Francisco, Kalifornien
- Westin Peachtree Plaza Hotel, Atlanta
- Peachtree Center, Atlanta
- Marriott Marquis Hotel, Atlanta
- New York Marriott Marquis, New York City
- Westin Bonaventure Hotel, Los Angeles
- Renaissance Center, Detroit
- Embarcadero Center, San Francisco
- SunTrust Plaza, Atlanta
- Inforum (heutige Bezeichnung American Cancer Society Center), Atlanta
- Shanghai Centre (Hotel Park Hyatt Shanghai), Shanghai, China
- Westin Hotel Warschau, Polen
- Westin Hotel Philadelphia
- Sampoerna Tower, Jakarta, Indonesien
- Ritz-Carlton Hotel Jakarta
- Medical Center Baltimore
- Schaumberg Place Building, Chicago
- Old Orchard Commercial Center (Umbau und Erweiterung), Skokie, Illinois
- The Oriental Singapore (heute Mandarin Oriental), Singapur

## Auszeichnungen
- 1978: AIA Medal for Innovations in Hotel Design des American Institute of Architects
- 1980: Silver Medal Award for Innovative Design des Atlanta Chapter des American Institute of Architects
- 1984: Award for Excellence des Urban Land Institute für das Embarcadero Center
- 1994: Wahl zum Mitglied (NA) der National Academy of Design[2]